# Nintendo 64
Nintendo 64 (Ultra 64, N64) — 64-розрядна гральна консоль. Розроблялася японською компанією Nintendo спільно з Silicon Graphics. Була випущена в 1996 році (23 червня в Японії та 29 вересня в США) і стала відповіддю на приставки конкурентів Sony PlayStation та Sega Saturn. Тактова частота центрального процесора — 93,75 МГц, графічного — 62,5 МГц. Оснащувалася оперативною пам'яттю об'ємом 4,5 МБ. Максимальна роздільна здатність дорівнювало 640 × 480 при 24-бітної глибині кольору. Завдяки участі Silicon Graphics, в цій приставці з'явилася маса нововведень, пов'язаних з тривимірною графікою: згладжування текстур, MIP-mapping та інших Як ігровий носія був обраний картридж об'ємом до 64 МБ.
Разом з консоллю Nintendo випустила перший 3D-платформер Super Mario 64, який демонстрував її нововведення у всій красі. Це і дало початковий поштовх. Проте перший час ігор для Nintendo 64 було вкрай мало: не всім давалися особливості програмування для неї, крім того, багатьох відлякував застарілий формат носія (обидва основні конкуренти тоді вже перейшли на компакт-диск і, які мали велику ємність і були зручніше і дешевше). Сама ж Nintendo не була готова до повного забезпечення своєї консолі ігровими проєктами. Але до 1998 році ситуація виправилася, і N64 посіла друге місце на ринку ігрових приставок після PlayStation (проєкт Saturn тоді вже можна було вважати провальним).

## Історія
5 травня 1995 компанія Nintendo оголосила про те, що розробка нової ігрової консолі Nintendo 64 (тоді вона носила назву Ultra 64) була повністю закінчена і що система надійде в продаж у квітні 1996 року.
«Після 19 місяців напруженої розробки, ми досягли двох наших головних завдань щодо Nintendo Ultra 64: розробили набір мікросхем, здатні надати найкращі у світі відеоігрові переживання, і зробити це за ціною, яка не буде перевищувати $ 250 в роздріб», — сказав Говард Лінкольн (Howard Lincoln), у той час виконував обов'язки голови Nintendo Of America. «Проте ми ухвалили свідоме рішення не поспішати з виведенням на ринок Ultra 64. Замість цього ми вирішили дати нашим розробникам додатковий час для того, щоб вони змогли домогтися максимальної ефективності при роботі з цією системою і створити ігри нового типу».
Цей анонс був зроблений за три дні до початку ігровий виставки E3, на якій працюючий прототип консолі так і не показали.

## Розробка
Nintendo 64 — це спільна робота Nintendo, Silicon Graphics та MIPS Technologies. Дизайн цієї системи був спочатку запропонований Тому Калинський (тоді він був виконавчим директором американського підрозділу Sega) Джеймсом Кларком (засновником Silicon Graphics). Перед цим SGI придбала MIPS Technologies і дві компанії працювали разом над створенням недорогого чипа, що об'єднує центральний та графічний процесори. Творці чипа вважали його ідеально відповідним для ігрових консолей. Японська команда Sega, що займається апаратним забезпеченням, була відправлена для оцінки можливостей чипа, і їй був знайдений ряд недоробок, які MIPS потім усунула. Тим не менш, японський підрозділ Sega виступило проти пропозиції SGI, мабуть, багато в чому через розбіжності між японським і американським підрозділами компанії..
На ранніх стадіях розробки Nintendo 64 називалася кодовим ім'ям «Project Reality». Це прізвисько народилося з припущення Nintendo що консоль, розроблена разом з SGI, буде нарівні з тодішніми суперкомп'ютерами. У 1994 році консолі було дано назву Nintendo Ultra 64 на Заході. Дизайн консолі був представлений в кінці весни 1995 року.

## Апаратне забезпечення
Центральний процесор Nintendo 64 — це NEC VR4300, заснований на MIPS R4300i, що працює на частоті 93,75 МГц і сполучений з іншими частинами через 32-розрядну шину даних. VR4300 — це RISC-процесор з інтегрованим модулем обчислень з рухомою комою. Це 64-розрядний процесор: 64-розрядні регістри, 64-розрядна система команд і 64-розрядна внутрішні шини даних. Але здешевлений ЦП NEC VR4300, використовуваний в консолі, має 32-розрядні шини, в той час як варіант MIPS оснащений 64-розрядними шинами. Багато ігор використовували переваги 32-розрядного режиму обробки, оскільки більш висока точність 64-розрядних типів даних у тривимірних іграх зазвичай не була потрібна. Крім того, 64-розрядні дані вимагали вдвічі більшого обсягу пам'яті, кешу і пропускної здатності, знижуючи тим самим загальну продуктивність системи.
ЦП має внутрішній кеш рівня 1 обсягом 24 КБ, і не має кешу другого рівня. Процесор створюється на 0,35-микронном техпроцесі і містить 4600 тисяч транзисторів. На чипі встановлений алюмінієвий радіатор для пасивного охолодження.
Завдання обробки графіки та звуку виконуються 64-розрядним співпроцесором розробки SGI, що має назву «Reality Co-Processor» (RCP). RCP це чип, що працює на частоті 62,5 МГц, розділений всередині на два основних компоненти — «Reality Drawing Processor» (RDP) і «Reality Signal Processor» (RSP). Один з одним компоненти обмінюються даними через 128-розрядну шину з пропускною здатністю в 1,0 ГБ/с. RSP — це 8-розрядний цілочисельний векторний процесор на основі MIPS R4000. Він програмується мікрокодом, що дозволяє значно змінювати функціональність процесора, якщо буде потрібно, для різних видів робіт, точності і завантаження. RSP виконує геометричні перетворення, обрізку, обчислення пов'язані з освітленням, обробку трикутників, і має продуктивність приблизно в 100 000 полігонів у секунду.
Стверджується, що RSP також може залучатися для виконання обробки звуку (хоча ЦП з цим завданням також справляється). Він може програвати практично будь-який формат звуку (це залежить від програмного кодека), включаючи ніжаться PCM, MP3, MIDI та музику в різних трекерної форматах. RSP може обробляти до 100 PCM-каналів одночасно — при 100%-ном використанні системи для обробки звуку. Максимальна частота дискретизації — 48 кГц для 16-розрядного звуку. Проте, обмеження на обсяг, що накладаються картриджем, обмежували обсяг, а отже — і якість звуку.
RDP — це растеризатор системи, що виконує основний обсяг роботи щодо створення зображення перед виведенням його на екран. Nintendo 64 має максимальну глибину кольору в 16,7 млн квітів[що?], з яких 32768 можуть бути одночасно на екрані, і дозвіл від 256 × 224 до 640 × 480.

### Кольорові варіації
Стандартна Nintendo 64 темно-сірого кольору, майже чорна. Консолі зеленого кольору поставлялися разом з грою Donkey Kong 64. Серія Funtastic була зроблена з прозорого пластику. Також Nintendo випустила контролер у формі банана для дебюту Donkey Kong 64 в США.

### Аксесуари
Хоча в Nintendo 64 була реалізована функція запису збережень гри на картридж, знімний пристрій Controller Pak, що підключається до ігрового контролеру, також дозволяло записувати ігрові збереження в іграх, які підтримують дане пристосування. Controller Pak позиціонувався як пристрій для обміну ігровими досягненнями між користувачами консолі.
У 1997 році в продаж надійшов Rumble Pak, що підключається до ігрового контролеру N64 і додає до нього функцію вібрації.
1 грудня 1999 в продаж на території Японії надійшло пристрій Nintendo 64 DD, ігри до якого поширювалися на магніто-оптичних дисках.

## Ігри
Найвідоміші і найпоширеніші ігри:
- Super Mario 64
- Mario Kart 64
- GoldenEye 007
- Paper Mario
- The Legend of Zelda: Ocarina of Time
- Super Smash Bros.
- Pokemon Stadium
- Donkey Kong 64
- Diddy Kong Racing
- Star Fox 64
- Wave Race 64
- Yoshi's Story
- Conker's Bad Fur Day